# Luís Antônio Martinez Corrêa
Luís Antônio Martinez Corrêa (Araraquara, 24 de junho de 1950 — Rio de Janeiro, 23 de dezembro de 1987) foi um diretor de teatro, um dos colaboradores do Teatro Oficina.

## Origens
Sétimo filho de José Borges Correia e Angela Martinez, Luís Antônio nasceu no interior de São Paulo numa família de ascendência portuguesa, espanhola e italiana. Era irmão mais novo de José Celso Martinez Corrêa.

## Carreira
Em Araraquara, trabalhava como diretor, ator, cenógrafo e tradutor no teatro amador. Em 1970, mudou-se para São Paulo e estreou como profissional em 1972. Assistente e ator de em Gracias, Señor, criação coletiva, e As Três Irmãs, de Anton Tchekhov, no Teatro Oficina, com direção de José Celso Martinez Corrêa, seu irmão.
Fundou o Grupo Pão e Circo e sua primeira direção foi O Casamento do Pequeno Burguês, de Bertolt Brecht. A encenação lhe rendeu o Prêmio Revelação da Associação Paulista de Críticos de Arte.
Com o desmembramento do grupo, Luís Antônio parte para o trabalho individual. Em 1978/79, dirige A Ópera do Malandro, de Chico Buarque, com Marieta Severo, Elba Ramalho, Ary Fontoura, Maria Alice Vergueiro, Otávio Augusto, Emiliano Queiroz, Claudia Gimenez entre outros.
Em 1981,Encena O Percevejo de Vladimir Maiakovisk, com Cacá Rosset no papel de Prissípkin, com cenografia de Helio Eichbauer, música de Caetano Veloso, com o Grupo Klop, Troféu Mambembe, como melhor diretor de 1981.
Entre 1983 a 1986, Luis Antônio torna-se professor da Casa das Artes de Laranjeiras (CAL) onde realiza com os alunos espetáculos como "UBU" de Alfred Jarry, com música tema Rock da Descerebração de Cazuza e Frejat e 12 Metemorfosesde Ovídio, com Otavio Muller, Helena De Lamare, Critina Benthecourt, Rodrigo Mendonça entre outros, O Elefantinho de Bertolt Brecht com Anabel Albernaz, Helena De Lamare entre outros, Ataca Felipe de Arthur Azevedo com Duda Mamberti, Beth Lamas, Luiz Maçãs entre outros, e também da Universidade do Rio de Janeiro (Unirio) onde encenou, A Disputa de Marivaux com Lorena da Silva e Taniko - O Rito do Vale de Zenchiku entre outras montagens.
Ainda em 1985 encena Theatro Musical Brasileiro I (1860-1914) com Vera Holtz e Fabio Pillar, ganhando novamente o Troféu Mambembe (1985) como melhor diretor. E em 1986 realiza como diretor e adaptador Mahagony de Bertolt Brecht e Kurt Weill com Mario Borges, entre outros atores.
Em 1987, no auge da sua carreira ,realiza a continuação de sua pesquisa Theatro Musical Brasileiro II (1914-1945 com Anabel Albernaz, Marshal Netherland, Andrea Dantas, Jose Mauro Brant, Luis Carlos Buruca, Jorge Maia entre outros. Este espetáculo continuou sua temporada no Rio/SP mesmo após a sua morte, recebendo oito indicações para o Prêmio Mambembe, ganhando novamente como melhor diretor e também o Prêmio Molière de 1987.
Luis Antônio deixou ainda duas adaptações prontas LOULOU (A Caixa de Pandora) de Frank Wedekind e BALL de Bertolt Brecht, esta usada sob direção de Moacyr Góes em 1988.

## Assassinato
No dia 23 de dezembro de 1987, Luís Antônio Martinez Corrêa morre brutalmente assassinado. Seu corpo é encontrado amarrado de pés e mãos com um golpe na cabeça, estrangulado e mutilado com 107 facadas em seu apartamento em Ipanema. Alguns pertences do diretor (uma secretária eletrônica, um videocassete e 17 mil cruzados) foram roubados.
Devido as tenebrosas caraterísticas do crime e outras ocorrências similares no Brasil da época, se deduz que o assassinato teria sido um crime de intolerância e preconceito com relação a sua homossexualidade.
Dois dias após o homicídio, o então surfista Gláucio Garcia de Arruda é identificado pelo porteiro do prédio como a última pessoa em sair do apartamento do diretor. Garcia foi preso e posteriormente julgado, foi absolvido em primeira instância e condenado em segunda instância a 20 anos de prisão por roubo seguido de morte.